# Фельштин (гміна)
Гміна Фельштин — колишня (1934—1939 рр.) сільська ґміна Самбірського повіту Львівського воєводства Польської республіки (1918—1939) рр. Центром ґміни було село Фельштин.

1 серпня 1934 р. було створено ґміну Фельштин у Самбірському повіті. До неї увійшли сільські громади: Березув, Чаплє, Фельштин, Ґлембока, Гумєнєц, Янув, Ляшкі Муроване Мястечко, Ляшкі Муроване Вєсь, Шуміна.
  
У 1934 р. територія ґміни становила 61,61 км². Населення ґміни станом на 1931 рік становило 7 668 осіб. Налічувалось 1 398 житлових будинків. 

На початку Другої світової війни в першій середині вересня 1939 р. територія ґміни була зайнята німецькими військами, але відповідно до Пакту Молотова — Ріббентропа 26 вересня територія ґміни була передана СРСР. Ґміна ліквідована в 1940 р. у зв’язку з утворенням Старосамбірського району.